# De veras me atrapaste
De veras me atrapaste és una pel·lícula mexicana dirigida per Gerardo Pardo Neira, produïda per Manuel Barbachano Ponce, escrita per Gerardo Pardo i Antonio Pardo, que es va estrenar en 1985.

## Sinopsi
Aida és una jove filla d'un gran empresari. Ella es troba amb un futur prometedor ja que es troba compromesa amb un jove que serà futur funcionari, però abandona la seva casa i va a la capital.
Dos dels seus amics, Laura i Tenoch li aconsegueixen un departament i li comencen a introduir-se en el món del rock, ja en la situació s'enamora d'Humo, però no consumeix cap droga.
Humo i el Pecas són detinguts i colpejats per un guarura que per sorpresa resulta ser contractat pel papa d'Aida perquè la cuidi i alhora l'espanti. Humo desapareix perquè és el fantasma d'un roquer mort en un accident que només venia a guiar a Aida en el seu viatge.
Ja amb plena consciència de la situació, Aida decideix tornar al seu poble, però abans de partir demana un toc al Pecas i llavors canta.

## Repartiment
- Lucy Reina (Aida)
- Gerardo de la Peña (Humo)
- Annette Pradera (Laura)
- Tenoch Ramos (Tenoch)
- Armando Martín (Pecas)
- Luis Sergio Jalife (Tribi)
- Roberto Rosas (Chino)

## Nominacions
En la XXVII edició dels Premis Ariel fou nominada a millor pel·lícula, millor direcció, millor actriu i millor banda sonora.